# Calliandra harrisii
Calliandra harrisii là một loài thực vật có hoa trong họ Đậu. Loài này được (Lindl.) Benth. miêu tả khoa học đầu tiên.